# 达雷尔·莫雷涉港言论争议
达雷尔·莫雷涉港言论争议源於美国职业篮球联赛隊伍休斯顿火箭队总经理达雷尔·莫雷在2019年10月4日在推特發佈「为自由而斗争，与香港同一阵线」英文標語所引起的一连串中國抵制洋貨、政治站隊、外交事件。
10月6日中国驻休斯敦总领事馆干涉，要求火箭隊「立即糾正錯誤」，央視要求NBA處罰达雷尔·莫雷。翌日NBA發表聲明，然而不但未能安撫中國大陸官方媒體，更引起美國議員批評NBA服軟。隨即中國大陸對NBA开始抵制，包括对NBA海外赛中國站的抵制，以及中央电视台体育频道對2020–21 NBA赛季的停播。央视的转播直到2022年3月才完全恢复。

## 事件起因
2019年10月4日，NBA休斯顿火箭队总经理莫雷在推特發布“Fight for freedom, Stand with Hong Kong”的圖片標語（中譯：为自由而斗争，与香港同一阵线），該標語一般被解讀為支持香港反對逃犯條例修訂草案運動。

## 中國抵制火箭隊
事发后，中国篮球协会表示决定暂停与火箭队的交流合作事宜，央视体育频道亦声明决定即日起暂停涉火箭队的赛事转播等一切合作交流事宜，在中國政府的要求下，浦发银行、李宁、腾讯体育、嘉银金科、VIVO等中國企業也相继表示中止或暂停与火箭队的合作（但事實上只有一半的合作產商取消了與NBA的合作）。包括淘宝、京东、苏宁、唯品会在内的中国大陆主流电商平台对火箭队相关商品做出下架处理，“火箭队”在这些电商平台成为敏感词汇。《人民日报》新浪微博账号发文称，莫雷的立场是“对中国球迷的伤害，也是对中国人民的冒犯”，“香港事务是中国内政，容不得说三道四。莫雷，你欠中国人民一个道歉，火箭队，你欠中国人民一个解释。”10月6日中国驻休斯敦总领事馆要求火箭隊「糾正錯誤」。中华人民共和国外交部发言人耿爽表示“我建议你去关注一下普通中国民众对此事的反应和他们的态度。在跟中方开展交流与合作，却不了解中国的民意，这是行不通的。”
另一方面，中國大陸支持火箭隊的一方則遭到打壓。一吉林辽源的火箭隊球迷“Howard王顥達”在其新浪微博账号下发表身穿火箭队球衣、手持打火机和五星红旗的信息，因涉嫌侮辱国旗言论被当地网警逮捕，其新浪微博被全部清空。廣州中體體育公司員工在微信朋友圈開玩笑稱支持寶可夢中的“火箭隊”，引來公司在微信公眾號公開道歉並對他批評處分。

## NBA回應
2019年10月7日，NBA首席传播官迈克尔·巴斯发布声明，是NBA首次回应：
|  | 我们意识到休斯顿火箭队总经理达雷尔·莫雷表达的观点深深冒犯了许多我们在中国的朋友和球迷，这令人遗憾。尽管达瑞尔已经明确表示他的推特观点不代表火箭队或者NBA，但是联盟的价值观是支持每个人的自我教育以及分享他们对重要事件的看法。我们对中国的历史和文化充满敬意，并希望这项运动和NBA能够作为一股团结的力量去连接文化差异以及让人们团结在一起。 |

官媒例如央視體育和人民日報称NBA的声明既没有惩罚也没有道歉，并表示對此感到十分憤怒。另一方面，美国參議員认为NBA和火箭向中国政府妥协。火箭隊长期支持者、德克萨斯州共和党籍联邦参议员泰德·克鲁兹斥责NBA“可耻地退缩”，称“人权是不可出售的”、“NBA不该帮助中共进行审查”；佛羅里達州共和黨籍參議員里克·斯科特也譴責NBA選擇支持中共，拒絕與香港人民站在一起。史考特要求立即與NBA首席执行官亚当·萧华見面，討論NBA在中國的活動；美國眾議院外交委員會共和黨首席議員麥克·麥克考通過委員會黨團發表聲明，譴責中國針對火箭隊的報復性行為；共和黨籍參議員馬可·魯比奧推特表示，NBA聯盟為了取悅中共當局而把火箭隊的莫雷當犧牲品，直批此行徑「令人作嘔」；共和黨籍參議員约什·霍利在推特上发言，谴责NBA向中国服软的声明。美国总统民主党初选候选人楊安澤、貝托·歐洛克、朱利安·卡斯特羅以及民主黨籍參議院少數黨領袖查克·舒默均批评NBA的回应；另一位民主黨籍總統參選人伊莉莎白·華倫推特表示，中國正利用市場勢力來壓制言論自由和批評聲音，但NBA卻為了荷包，背棄自身原則與美國價值。美国前国务卿希拉里·克林顿在推特上表示，“所有美国人都有权发声支持香港的民主和人权。”美國副總統彭斯表示，NBA做事像是中共的子公司。评论人士将该事件和10月2日刚刚播出的动画南方公园分集《中国乐队》相比较，该分集讽刺了为了中国市场而迎合中国审查制度的美国娱乐产业。

## NBA球員表態
休斯顿火箭队老板菲尔蒂塔发布推特表示“莫雷不能代表休斯顿火箭队”，其后又在Twitter发文称“莫雷是一个好经理，球队与政治无关”。中国大陆政府对此善后行为不能认可，表示强烈要求火箭队正式道歉。火箭隊球星哈登向中國球迷致歉，並表示「我們愛中國」。前波士頓塞爾提克球星格伦·戴维斯谴责火箭总经理莫雷，直言他是“我见过最愚蠢的蠢货”，并认为莫雷应该被罚款，甚至应该有人去踹他两脚。洛杉磯湖人球星勒布朗·詹姆士認為莫雷是對香港局勢不夠了解才會發此推特，且內容十分危險。而金州勇士球星斯蒂芬·庫里和教練史提夫·科爾被問及莫雷言論時選擇迴避。

## 抵制行动与被反击

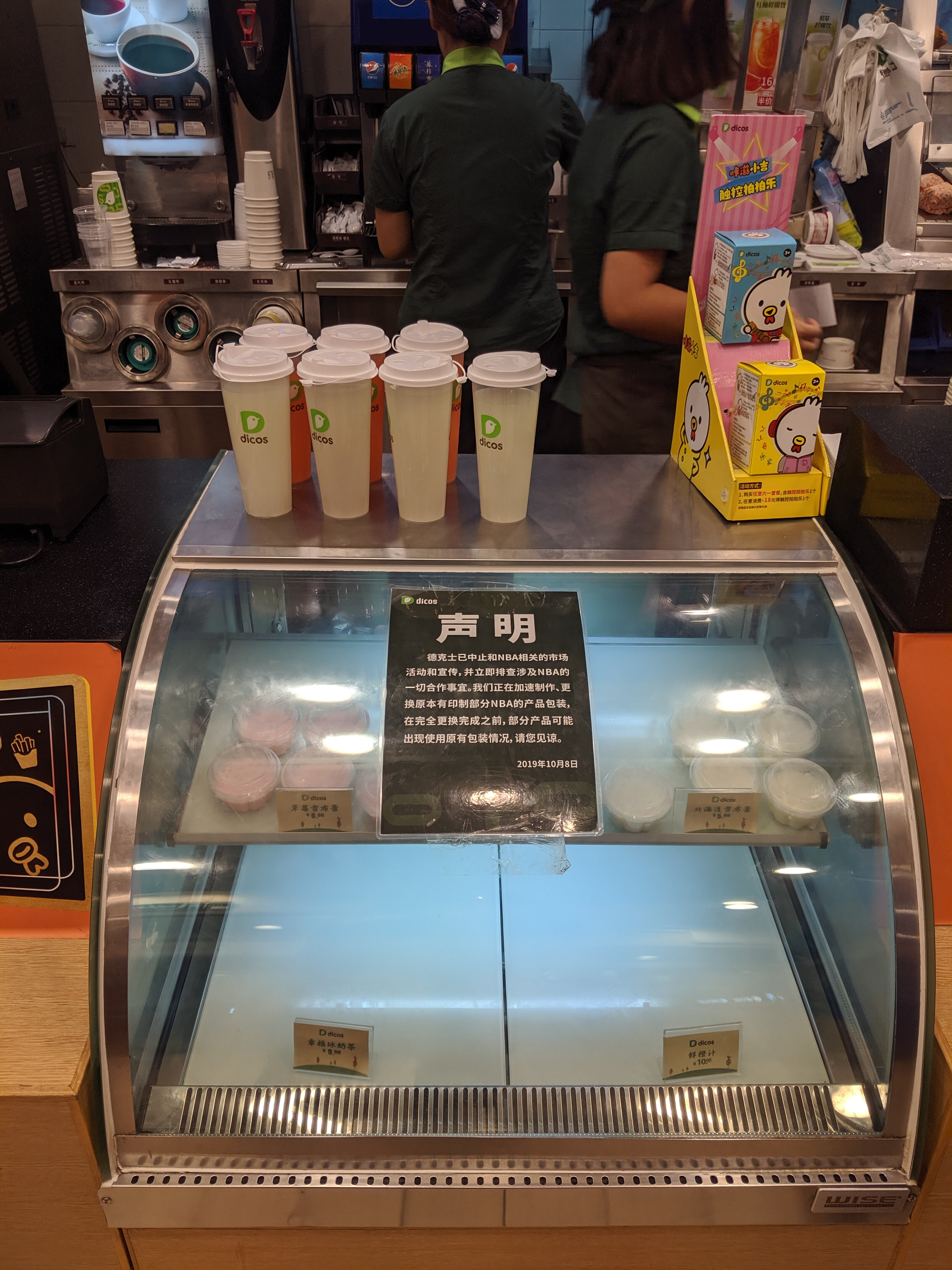
一家德克士餐厅张贴的声明，说德克士将中止同NBA的合作，并更换带NBA标识的产品包装

2019年10月7日，NBA总裁亚当·萧华表示，NBA支持休斯顿火箭队总经理达雷尔·莫雷的言论自由权。他说，“那条推文已经产生了相当巨大的后果，我读过一些媒体暗示我们不支持达里尔·莫雷，但实际上我们支持。”“我认为，作为一个基于价值观的组织，我想明确表示……达里尔·莫雷在行使言论自由的能力方面得到了支持。”亚当·萧华说：“ NBA社区的成员仍然可以发表自己的意见，联盟也支持他们这样做的权利。” “有些价值观从一开始就是联盟的一部分，其中包括言论自由。我接受中国政府和中国企业对这些话的反应也是其权利，而且至少从我在NBA的长期经验来看，要花一些时间来解决这些问题。”“我们是一个人们可以参与的平台，我相信对于持有觀點的每一方，这种参与都是积极正向的。”同时，亚当·萧华也提到莫雷的言论毫无疑问有明确的经济影响
。10月9日，針對NBA首席执行官萧华的声明，马刺队主帅波波维奇發聲力挺：“萧华公开支持言论自由。我再次感到很棒。从这方面来说，他是一个出色的领袖，而且非常有勇气。”而先前聲稱熱愛中國的火箭隊球員哈登改口支持蕭華，哈登表示：“我们都有自由表达言论的权利，这是我们的日常生活。每个人都可以表达自己的感受，只是我们说的话有人会同意，有人会不认同，这就是我们的生活方式。我在这里支持蕭華。”
由于NBA總裁蕭華支持莫雷導致争议言论引发的风波逐渐扩大至NBA聯盟，多位受邀参加NBA中国赛的明星UNINE、郑云龙、李易峰、白敬亭、吴谨言、周一围、范丞丞等于8日凌晨相继发声，宣布不再参加9日在上海举办的NBA球迷之夜和中国赛相关活动。蔡徐坤工作室宣布与NBA的所有合作即告停止。央视体育频道发表声明，决定立即暂停NBA季前赛（中国赛）的转播安排，排查涉及NBA的一切合作交流。中国CBA宣布取消10月在苏州与NBA发展联盟的四场比赛。布鲁克林篮网在上海的一场NBA关怀行动也被迫取消。此外，上海市体育总会也于9日发布消息，取消当晚在上海东方体育中心举办的“2019NBA球迷之夜”球迷互动活动。但计划中的NBA中国赛仍照常进行。截至10月10日，与NBA合作的11家中资企业均发布声明，决定终止或暂停合作关系；中外合资企业方面，东风日产宣布终止合作，而中宏保险则没有表态。
中国民间也对该事件发表看法。有中國大陸媒體指出萧华担任NBA总裁以来，NBA曾多次以“不当言论”为由谴责或处罚球员及球队管理人员，如2014年4月，洛杉矶快船队老板斯特林因私下种族歧视黑人僱員的言论而遭“终身禁赛”，并被罚款250万美元，斯特林因此被迫将快船队出售；2018年11月，丹佛掘金队中锋尼古拉·约基奇涉嫌歧视同性恋被罚款，而在莫雷事件中标榜对国际政治的言论自由，是基於政治正确的双重标准。
雖然中國政府在網絡上對NBA進行抵制，但是在10月10日在上海舉行的NBA熱身賽仍然座無虛席，现场有人让球员在中华人民共和国国旗上签字，有触犯《国旗法》之嫌。網友对此愤怒，并指責言行不一、借各种理由去现场观赛的球迷「丢脸」、是「跪族篮孩」、追星不爱国、当代汉奸，海外中国留学生抱怨球迷的行為令他們前期的「爱国」努力都白费了，还有网民用此事打脸中國外交部之前所宣称的「看看中国民意」的言论，同时也引发了台灣網友对中国球迷言行不一的嘲讽。12日在深圳舉行的NBA賽事，門票同樣沽清，也被網友指責深圳的球迷「不争气」。不过现场有球迷以中国国旗贴纸覆盖身上球衣的NBA标志，表示对NBA的抗议。
在萧华因為此事飛往中國會面，然而他返回美国后的10月17日，他在《时代周刊》举办的“《时代》100健康峰会”上再度表示“NBA在中国受到的财务影响‘已经相当严重’，并且可能会持续下去”，同时表示“愿意承担已经损失的数百万美元收入”，此外也提到中华人民共和国政府要求他解雇火箭队总经理莫雷，但明確拒絕，中华人民共和国外交部发言人耿爽則表示中国政府从未要求解雇莫雷。央視網隨後發文指責蕭華造謠，譴責蕭華將言論自由和國家主權混為一談。同時央視拒絕轉播即將開幕的2019-20 NBA赛季揭幕戰。10月16日，NBA前总裁大卫·斯特恩也表示支持言论自由权。他还认为NBA应该“继续与中国做生意”。
10月23日，在2019-20 NBA赛季揭幕戰中，有不少球迷身穿支持反修例运动T恤入場。賽前前湖人中鋒沙奎尔·奥尼尔表示，「美國其中一個最好的價值觀就是言論自由。我們可以說我們想說的話，我們可以就不公義的事發聲，這就是事實。」。
由於中國官方發動對NBA一系列的抵制引發了美國官民力挺NBA、球迷轉向盜版鏈接帶來的轉播權損失以及知識產權問題，為避免造成過於激烈的後果，中國官媒停止了對NBA涉港言論的炒作，中国网友对NBA的批判声量转趋下降。由於對NBA的抵制不了了之，引起一些輿論批評中國籃球迷追星不愛國，較具代表性的言論有「世上沒有比法國投降更快的東西了，除了中國NBA球迷」、「去看球的以及支持他們看球的都是當代汪精衛」、「跪族籃孩」。
10月12日在深圳舉辦的季前賽，有人試圖將「香港永遠屬於中國」（參見香港割讓）的布條帶到舉辦比賽體育館外，被警方攔阻；也有人意图收購準備進場觀眾的門票進行燒毀，在无人响应之下，亦受到警方勸離。10月13日，腾讯体育恢复了NBA季前赛的直播，並會繼續直播NBA常規賽，但休斯顿火箭队的比赛直播及相关报道則遭到封殺，此举受到了一些网民的批评，腾讯亦被指悄悄上漲會員月費，大多数比赛也被设为会员限定。由于原先NBA在华赞助商纷纷撤回赞助，导致腾讯在赛事中途休息期间的广告寥寥无几，甚至一度出现“零广告”的局面，只能以解说员和嘉宾的聊天填补时间。儘管抵制NBA範圍已經縮小到隊伍與個人，中央電視台體育頻道CCTV5仍未有恢復播放的跡象，对此，中华人民共和国外交部发言人耿爽表示：“无论在中国，在美国，还是在世界其他地方，开展交流合作的一个重要前提就是要相互尊重”。2020年5月，央視發表聲明：「截至目前，我们与NBA方面没有任何接触和交往。在事关中国主权的问题上，央视体育频道的态度是严肃的、鲜明的、一贯的，不会有任何含糊和回旋的余地！NBA高层对此应该是清楚的」。

## 央视复播及后续
2020年10月9日，CCTV-5新闻节目《体育世界》播出了将于次日转播NBA总决赛第五场的消息，随后不具名的中央广播电视总台发言人就NBA赛事直播应询答记者问时表示：
|  | ……篮球运动在中国有着广泛的群众基础和球迷的收视需求，中央广播电视总台央视体育频道于10月10日上午恢复播出NBA比赛是正常的转播安排。 ……在刚刚过去的中国国庆中秋双节，NBA向广大中国球迷表达了节日祝福。我们也注意到NBA一段时间以来持续表达的善意，特别是今年初以来，NBA在支援中国人民抗击新冠肺炎疫情等方面做出了积极努力。 |

根据报道，在2019冠状病毒病疫情期间，NBA向武汉捐赠了大量医疗物资，包括一台价值超过千万的“深度天眼”CT机。另在2020年5月，NBA任命马晓飞（央视体育频道创始人之一、前央视体育中心主任马国力之子）为中国区首席执行官，也被外界解读为对华示好的举动。
此事引起中国大陆网友争议。有人认为与5月的强硬表态形成对比，有双重标准之嫌；有人认为在NBA方面没有明确道歉的情况下复播有损国格；亦有人表示期待看到央视能够复播比赛。
当地时间2020年10月15日，据著名篮球记者阿德里安·沃纳罗夫斯基（Adrian Wojnarowski）透露，莫雷已经辞去休斯敦火箭总经理一职；据称在2019-20赛季季后赛火箭被湖人淘汰后，莫雷就萌生了退意。央视体育频道发言人对此未作太多评论，仅以“一路走好”（中文语境中多有哀悼逝者的含义）回应，并表示“任何企图伤害中国人民感情的言行都要付出代价”；同时该发言人亦祝贺拉斐尔·斯通升任火箭总经理。
不过随后央视并未继续转播2020-21赛季NBA赛事。据称，央视与NBA的转播合同已经在2019-20赛季结束，双方仍在就新的合同进行谈判。由于迟迟无法达成协议，NBA官方转而与中国大陆各地方台进行合作。
2021年7月8日，2020-21赛季NBA总决赛开幕战上，NBA总裁亚当·肖华在接受采访谈及与中国关系时，表示NBA希望在中美紧张关系中发挥“积极作用”，但是“这并不意味着我们会认同中国发生的一切。我们本质上是一家美国公司，所以我们遵循美国政府的政策。但我希望我们能够继续在中国转播比赛。”
北京时间2022年3月30日10:00，CCTV-5恢复转播NBA赛事，首场比赛为犹他爵士对阵洛杉矶快船的常规赛。虽然恢复了转播，但规模不如以往：解说改由央视主持人一人全程负责，体育新闻节目也没有相关赛事报道。此前洛杉矶快船主教练泰伦·卢在对阵费城76人的比赛后抱怨76人球员哈登和恩比德获得太多罚球，如果去掉罚球，他们进不了得分榜前十。已经担任76人总裁的莫雷发Twitter回应称“哈登和恩比德罚球多是因为别人防不住他们，而快船去掉罚球就是联盟倒数的球队”。稍后泰伦·卢回应称“他们在断章取义，这不会困扰到我，作为对他（指莫雷）的回应，他真的应该在推特上发表看法吗？上次他发的推文（指涉港推文）让NBA损失了10亿美元，所以我认为他不应该发太多的推文，他应该只担心自己的球队。”由于央视复播后第一场比赛便是快船的比赛，因此有网民将卢的言论与央视再次复播NBA联想到一起。
北京时间2022年12月4日9:45，CCTV-5直播了休斯顿火箭对阵金州勇士的NBA常规赛，这是莫雷事件后央视首次播出火箭的比赛。

## 相关事件

### 反对逃犯条例修订草案运动
2019年10月8日，曾在香港居住两年的山姆·沃克斯和妻子在费城富国银行中心球场观看費城76人对阵CBA廣州龍獅的比赛时高举「Free Hong Kong」、「Free HK」的標語，其后遭到球場保安人員阻止並沒收標語。
日本漫畫《灌篮高手》的作者井上雄彦分别在2019年6月9日、6月13日在个人Twitter帐户上点赞了石平与河野太郎关于反修例运动的推文。当时并未引起关注，但是在这次休斯敦火箭时任总经理莫雷发表支持示威者的言论后，这两条推文被中国大陆网民挖出，引发中国大陆对井上雄彦本人及《灌篮高手》的抵制。在此事件的影响下，中田让治、大塚明夫和熊井统子等日本声优也因在个人Twitter帐户上点赞反修例运动相关内容相继被中国大陆网民挖出，引发中国大陆网民对他们本人及出演作品的抵制。
2019年10月15日，有香港示威者因不满雷霸龍·詹姆斯认为莫雷的言论“有一些误解”当街焚烧詹姆斯球衣。

### 加泰羅尼亞獨立
2019年10月11日，在旧金山大通银行中心举行的NBA季前赛上，来自加泰罗尼亚的叠人塔表演团体“Castellers de Vilafranca”在进行表演时，站在人塔顶部的表演者公开展示出美国国旗以及象征加泰罗尼亚独立的星旗。由于次日（10月12日）为西班牙国庆日，此举引起西班牙网民的不满，同时也有媒体和网民将此举与NBA涉港事件相提并论。

## 註
1. ↑  .   [2020-09-12]. 原始内容存档于2019-10-07.。
中國媒體都指出NBA官方微博提供的中譯本加插了英語原本所沒有的歉意，所以中國媒體一般另行翻譯，見：. 南方都市报APP • 南都体育. 2019-10-07  [2021-03-27]. （原始内容存档于2021-03-27）.